# Pont Sarrazin
Le pont sarrazin est une formation géologique en forme d'arche naturelle situé sur la commune de Vandoncourt dans le département français du Doubs.

## Toponyme
L'origine du nom Sarrazin vient d'une légende remontant aux invasions sarrasines (vers 724 ou vers 732) où une jeune fille aurait fait tomber du haut du pont le cavalier sarrasin qui l'aurait enlevé provoquant sa mort ; la jeune fille restant indemne.

## Description
En raison d'une érosion de type karstique, le pont est situé dans une vallée de type Reculée, c'est-à-dire l'effondrement d'une rivière souterraine dont le pont serait le témoignage d'une roche plus dure qui ne se serait pas écroulée. L'arche qui forme le pont culmine à plus de dix mètres au-dessus de la vallée creusée par la reculée.
La rivière à l'origine du creusement karstique a été captée afin de couvrir les besoins en eau de l'usine Japy et ce captage fut abandonné  en 1983.
Le pont Sarrazin est un site classé depuis le 23 mai 1912.

## Galerie

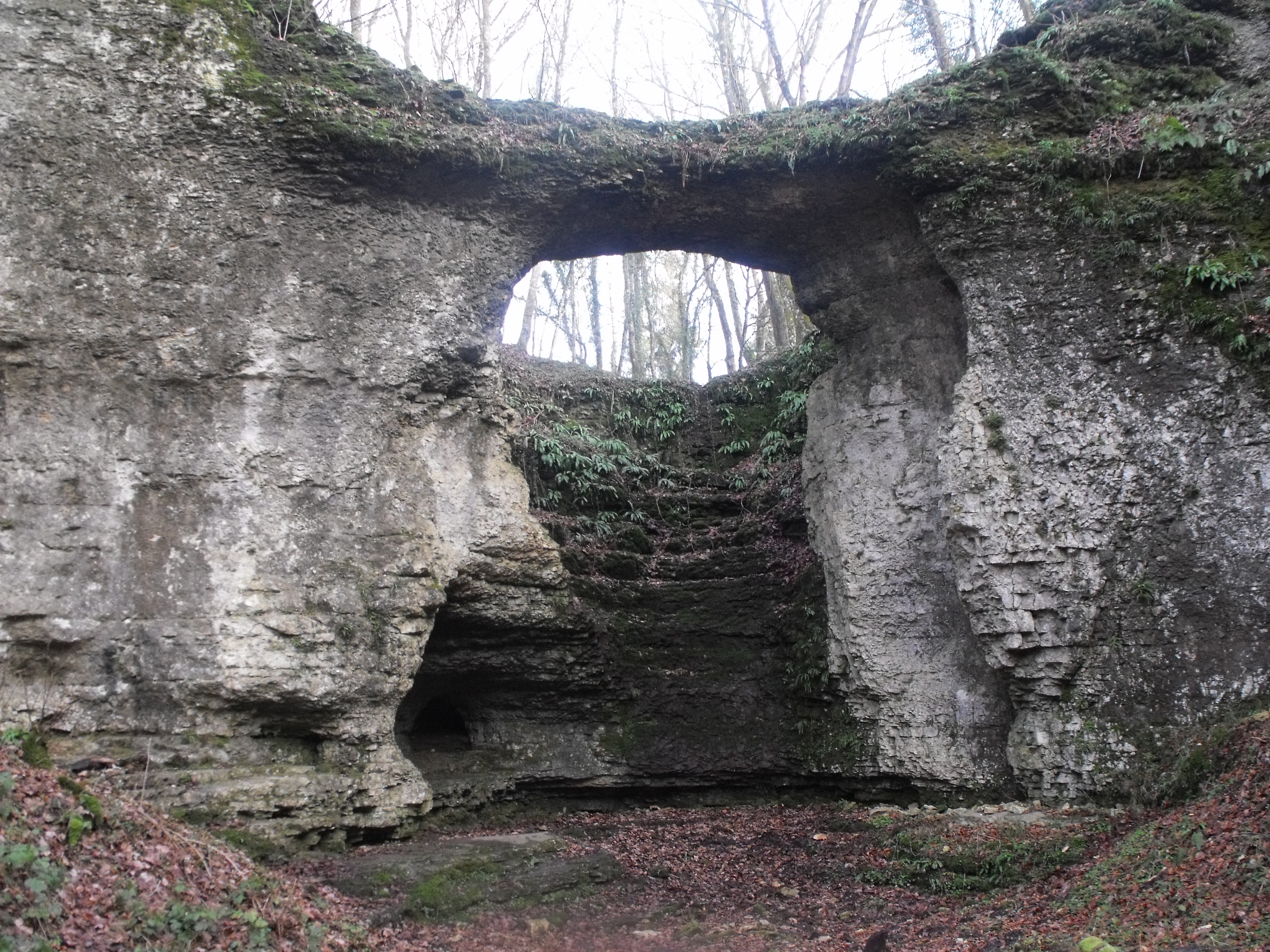
Vue rapprochée
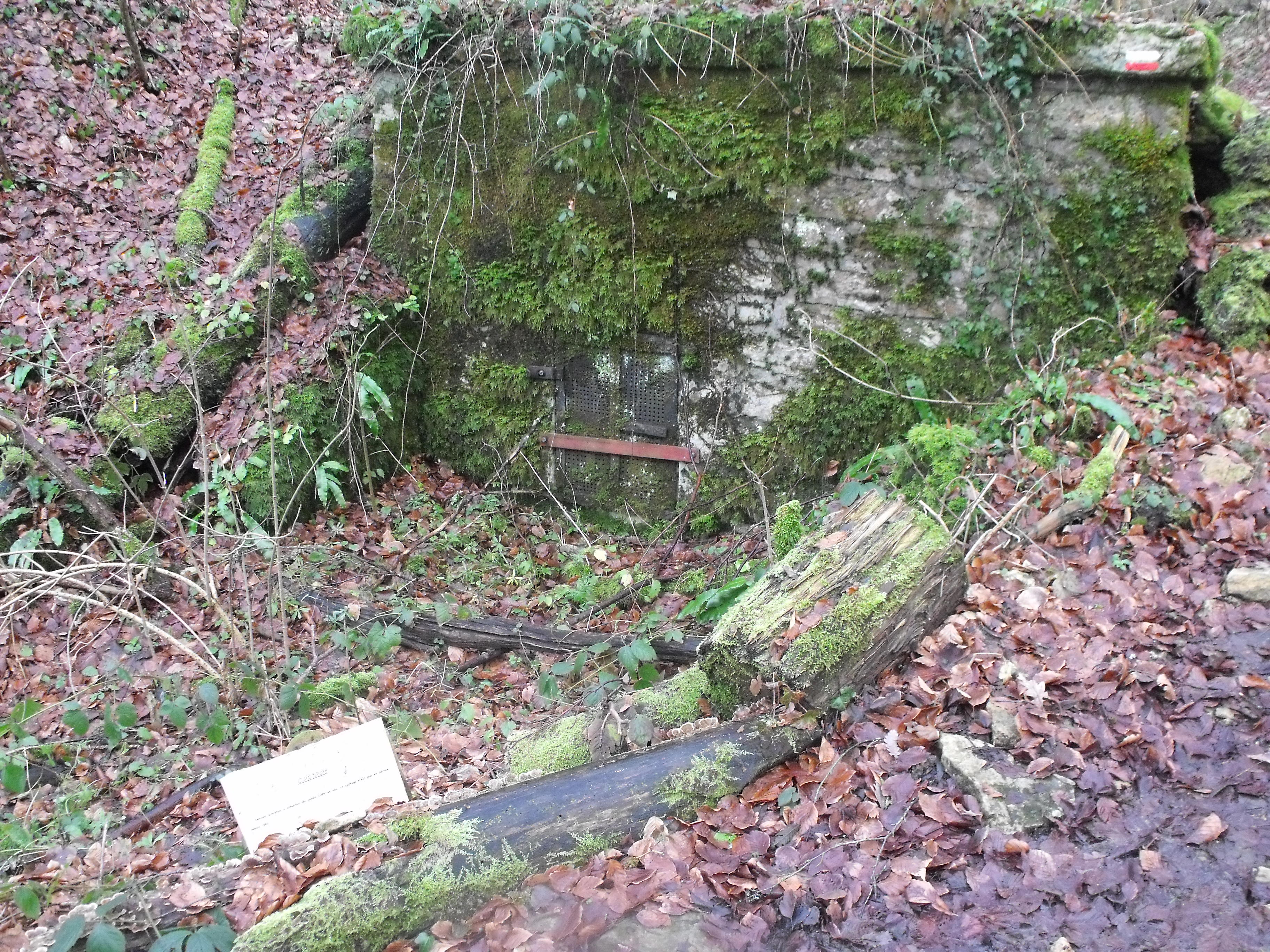
Ancienne station de captage de l'usine Japy